# Préfecture de Mutsamudu
La préfecture de Mutsamudu est une préfecture des Comores, sur l'île d'Anjouan. Elle se compose de quatre communes : Mutsamudu, Mirontsy, Bandrani ya Chironkamba et Bandrani ya Mtsangani.